# 蛍光表示管

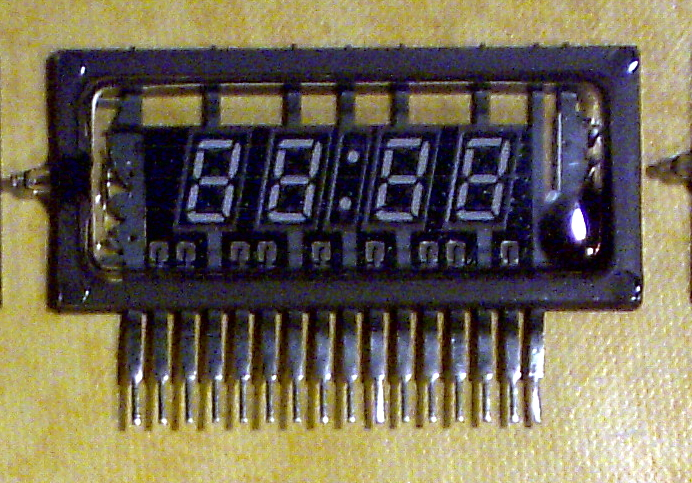
時計用蛍光表示管

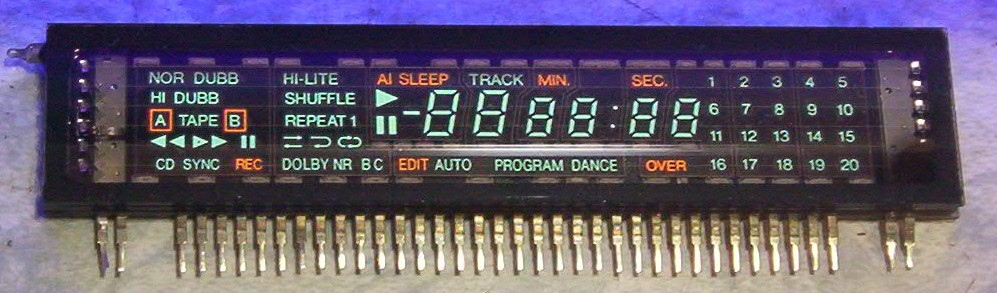
外部から紫外線を照射して全セグメントを発光させたVFD

蛍光表示管（けいこうひょうじかん、FLディスプレイ、英語: vacuum fluorescent display、VFDとも）は、ビデオデッキのような民生用電気機器に使われる表示装置の一つ。液晶ディスプレイと異なり、VFDは明るい発光による明確なコントラストを特徴とし、また使用可能な温度の幅が広く、温度差による機能への影響が出難い。

## 概要
1966年に伊勢電子工業（現在のノリタケ伊勢電子）の中村正らによって発明された日本オリジナルの技術である。家電製品で数行の文字や数字が青白色などで光っているディスプレイのほとんどがLEDではなくて蛍光表示管である。海外で発明された液晶ディスプレイの特許料が高かった時代、すなわち1970年代の電卓戦争時代に電卓のディスプレイとして使用するためにVFDが採用され技術が進歩した。

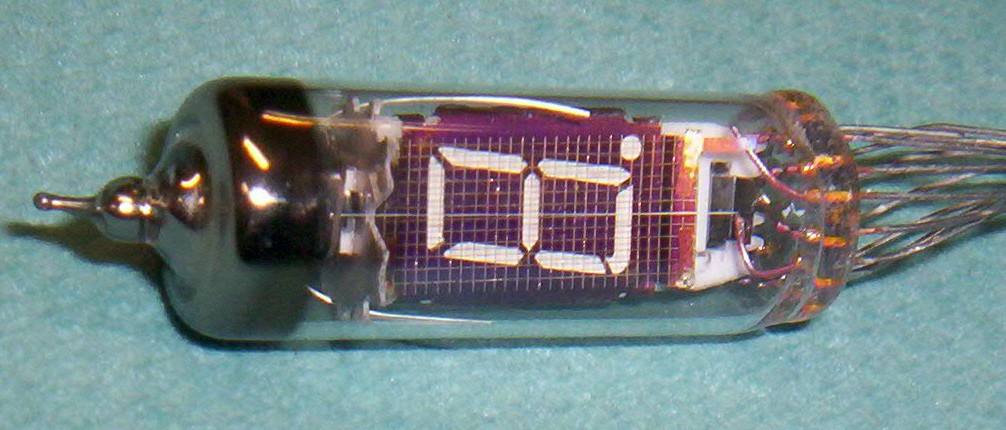
初期の蛍光表示管の例

初期には丸型ガラスで単桁のみ表示するものだった。これは、例えば世界初のパーソナル電卓とも呼ばれるカシオミニで使われた。今日のように平面型で複数の数字や記号を表示できるものも1970年には開発され、用途が広がっていった。
1985年の国際科学技術博覧会（通称：科学万博）で電球タイプの大きな蛍光表示管を双葉電子工業が製造し、ソニーのジャンボトロンに使用された。

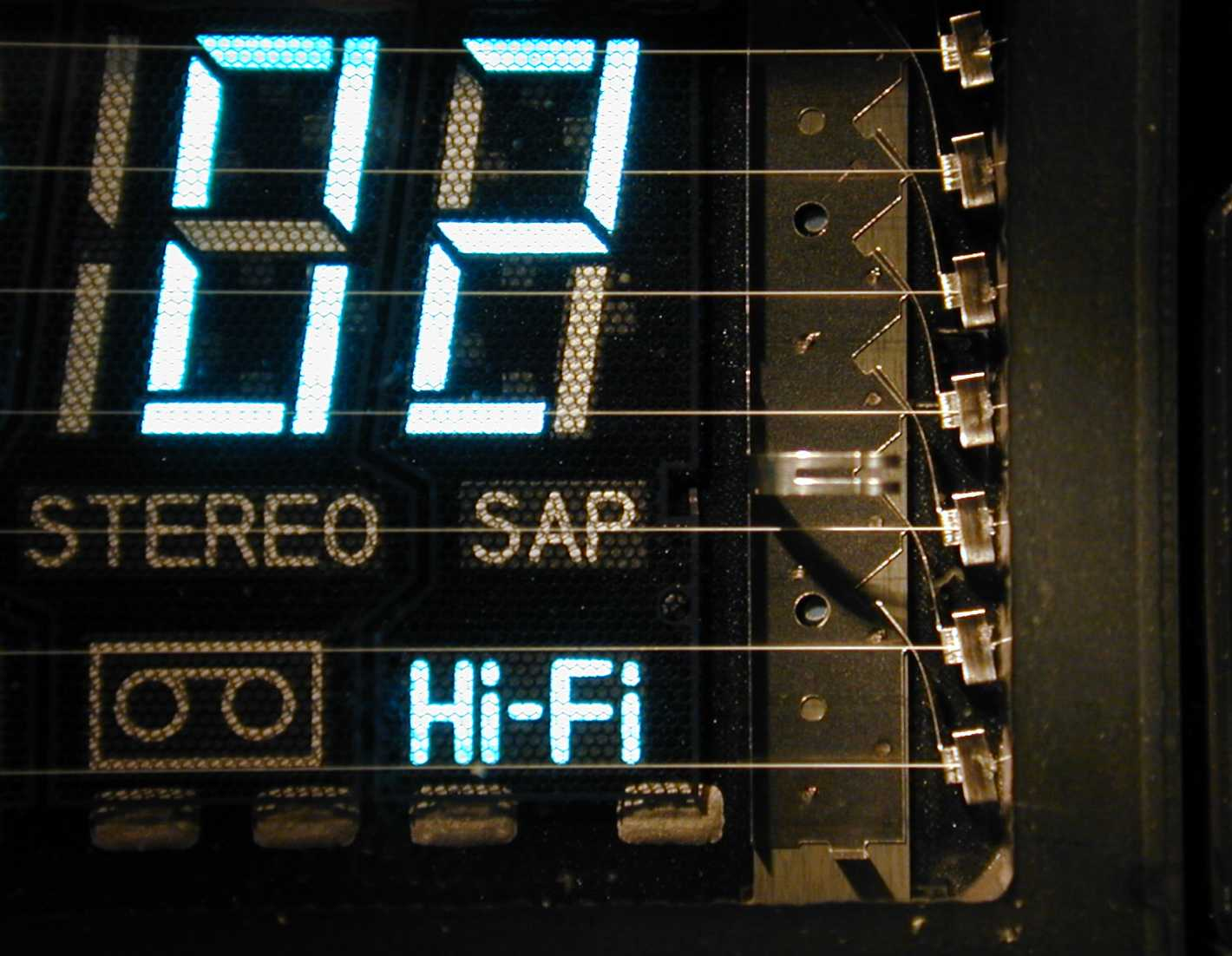
蛍光表示管を拡大したもの。手前の細い水平の線がカソードで、その後方に格子状のグリッド、さらに後方に実際に発光するアノードがある。

この装置はカソード（フィラメント）とアノード（蛍光体）と格子（グリッド）を真空状態におかれたガラスケース内に封入してあるため、広義の真空管に含まれ、主要部分には真空管同様にガラスが用いられている。カソードからの電子を蛍光体にあてて発光させることで、電卓やコンピュータ（主にマイクロコンピュータ）の表示装置として利用されていた。これの類似技術にはブラウン管があるが、こちらは電子銃から照射されたビーム状の電子流を磁場で偏向させるなどの点で大きく構造が異なる。
カソードはアルカリ金属酸化物でコートされたタングステンワイヤで作られ、電流を流すことで高温になり熱電子を発生（射出）する。アノードに加えられたプラス電位により熱電子はアノードに引き寄せられ、微細な金属グリッドに加えられた電圧で制御される。加速されアノードにたどり着いた電子は蛍光体を発光させる。
なお単色表示を低コストで実現できるが、ドット単位でのカラー対応が難しいため、メッセージ表示などに用途が限られる。

## 用途

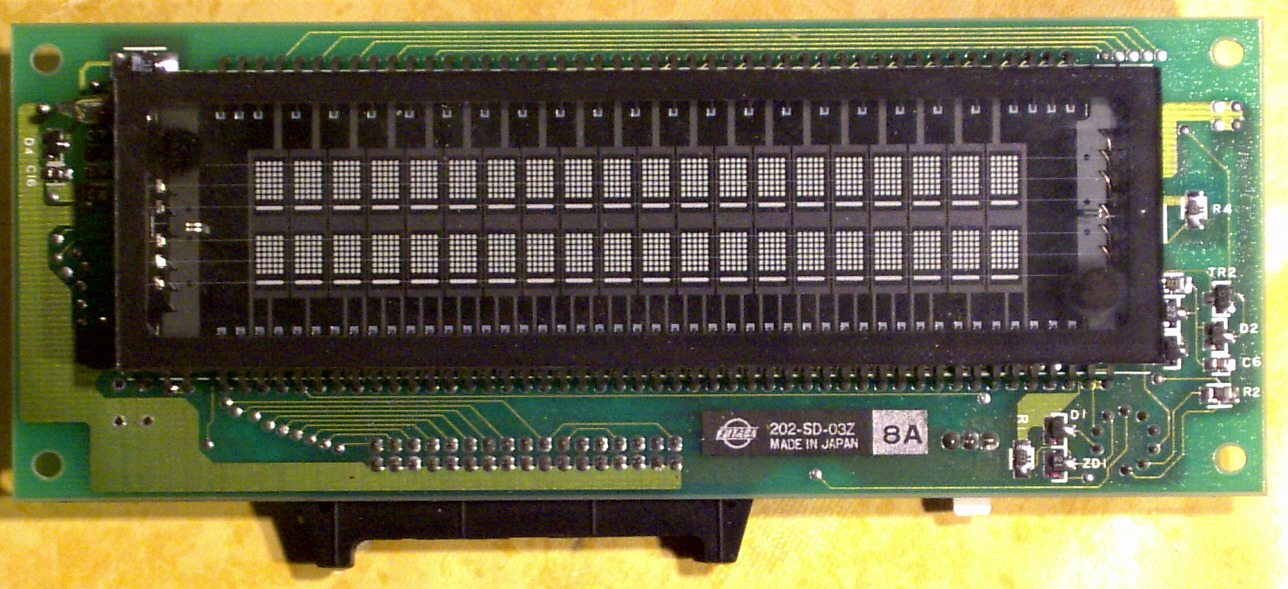
ドットマトリクス方式の蛍光表示管の例

VFDは表示中、常にカソードに電流を流す必要があり、またその消費電流が大きく電池駆動の機器には不向きであるため、主に装置への組み込み用に使われた。
漢字やビットマップイメージを表示できる高密度ドットマトリクス方式のVFDにより、POSレジの商品名や釣り銭などを表示するカスタマディスプレイ、VTR/VCR、時計、セグメント（代表例は7セグメントディスプレイ）、機器ごとに表示面を専用に設計された物など、文字の見やすさと表示寿命の要求される用途で使用された。

### 自動車のメーターとして

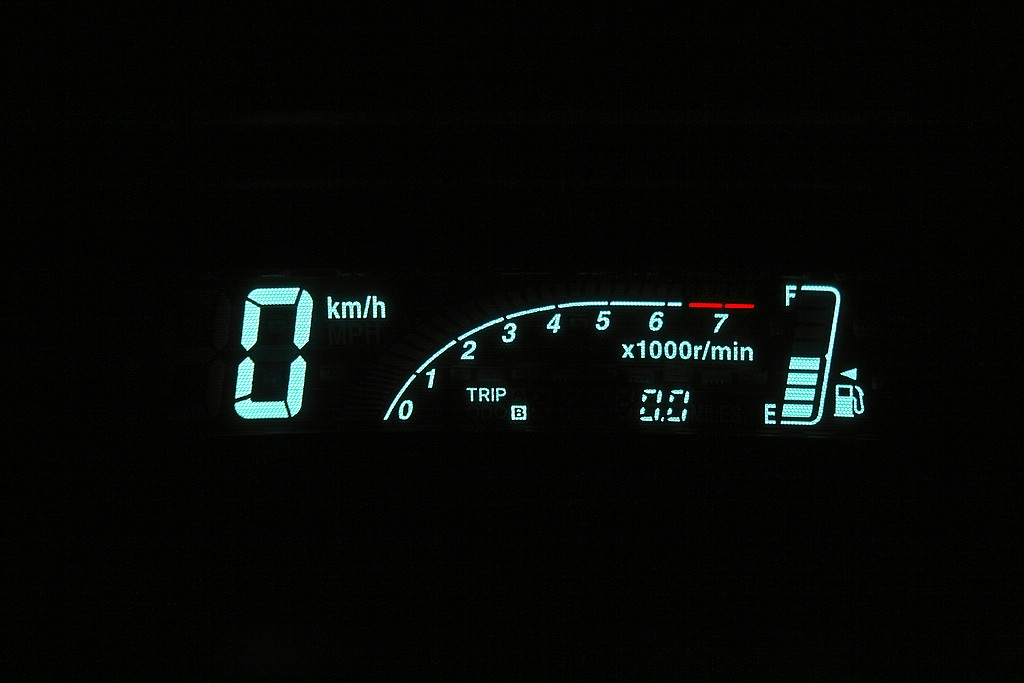
トヨタ・ファンカーゴでのメーター表示

1980年代にこの表示装置は、とくに自動車メーカーが速度計などのデジタルメーターとして車載機器に使用された。この良い例は、1980年代初期のスバルのハイエンド車に搭載されたもの（スバルのエンスージアストから「デジダッシュ、デジタルダッシュボード」などと呼ばれている）。この技術が自動車における電子表示に適切であると考えられる理由は、表示が非常に明るいということである。フルカラー化で液晶ディスプレイに代替されるまではトヨタ・プリウスシリーズのメーター表示に採用されていた。

### ゲーム機
1979年から1980年代中頃にかけて、電子ゲーム機（初期の携帯ゲーム機）にも採用された。これらのゲーム機は明るいクリアな表示を特長としたが、この当時製造できたVFDのサイズがかなり小さかったので、フレネルレンズを使って拡大していた。その後のゲーム機は、洗練された多色ディスプレイが装備された。初期のゲーム機は蛍光体から発する光（一般的には緑色）を透明なカラーフィルムを通すことによって多色化を実現した。
しかし消費電力の多さと装置の脆さからVFDはこういった携帯ゲーム機の表示装置としては使われなくなった。製造コストが嵩むことも一因である。同時代の電子ゲームのもう一つの主流であった表示装置である液晶ディスプレイは、電池を頻繁に交換（またはACアダプタに接続）しなくても良いのではるかに携帯ゲーム向きだった。しかしこの当時の液晶画面はバックライトが無いほか、色も単色（白黒画面）であったため、カラフルな表示と素早い反応速度という面では、一定の評価を得ていた。主に家庭でテーブルの上などに置かれて利用されていた。

### デジタルサイネージ

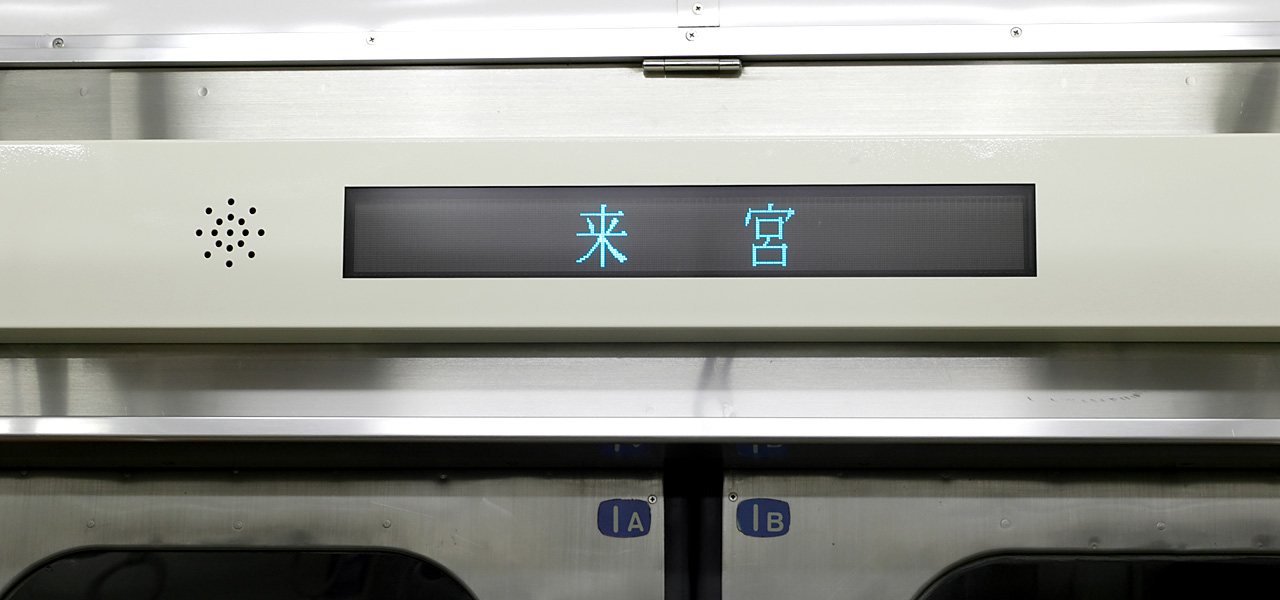
デジタルサイネージとしての使用例（伊豆急行8000系電車）

伊豆急行8000系電車などデジタルサイネージとして文字表示用に使用された例がある。

### 現在の用途
電卓での採用が進んだ蛍光表示管は、自動車パネルへの採用など用途を広げたが、ナビゲーションなどフルカラーで大型化した表示では、液晶ディスプレイが主流となり、昨今においては、広域温度動作、高視認性、長期安定供給を必要とする、計測、医療、通信機器等、各種産業機器分野が主流の用途となっている。

## その他
2015年にコルグとノリタケ伊勢電子が蛍光表示管技術に基づく新型真空管である『Nutube』を共同開発した。